# Nesse (Loxstedt)
Nesse is een dorp en voormalige gemeente in het Landkreis Cuxhaven in de deelstaat Nedersaksen. Het dorp ging in 1974 met een aantal omliggende dorpen op in de eenheidsgemeente Loxstedt.

## Geografie, infrastructuur
Het dorp ligt aan de Lune, een zijriviertje van de Wezer. Dit riviertje is alleen bevaarbaar voor kano's en kleine roeiboten. Recreatief kanovaren op de Lune wordt door de gemeente als toeristische attractie gepromoot. 
Direct ten zuiden van Nesse ligt Stotel.

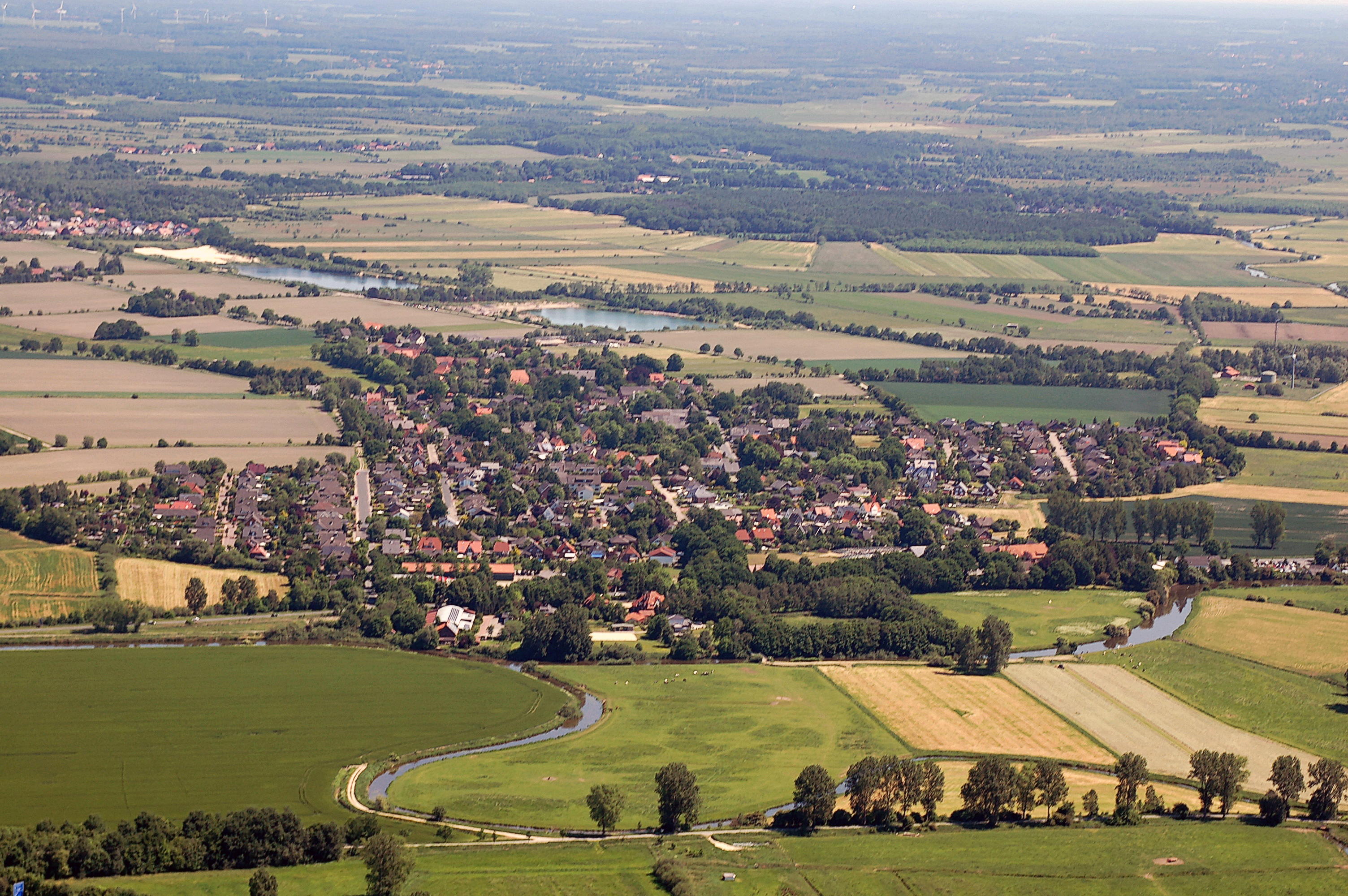
Luchtfoto van het dorp, 2012